# Saint-Amand-sur-Fion
Saint-Amand-sur-Fion település Franciaországban, Marne megyében. Lakosainak száma 1018 fő (2022. január 1.). Saint-Amand-sur-Fion Aulnay-l’Aître, La Chaussée-sur-Marne, Dampierre-sur-Moivre, Lisse-en-Champagne, Saint-Jean-sur-Moivre, Saint-Lumier-en-Champagne, Soulanges és Vanault-le-Châtel községekkel határos.

## Népesség
A település népessége az elmúlt években az alábbi módon változott:
| Lakosok száma | 772  | 707  | 762  | 1007 | 1078 | 1043 | 1024 | 1033 | 1028 | 1018 |
|               | 1968 | 1982 | 1990 | 2006 | 2013 | 2015 | 2017 | 2019 | 2020 | 2022 |